# Kvaternion
Kvaternióni (množico kvaternionov se označuje s {\displaystyle \mathbb {H} }) so v matematiki sistem hiperkompleksnih števil in so nekomutativna razširitev kompleksnih števil. Najprej so imeli kvaternione za patološke, ker zanje ne velja zakon komutativnosti ab = ba, in so jih zato poskušali čim bolj nadomestiti z vektorji. Danes se jih uporablja na mnogih področjih teoretične in uporabne matematike. Kvaternione je vpeljal irski matematik, fizik in astronom sir William Rowan Hamilton leta 1843.

## Definicija
Kompleksna števila se dobi, če se realnim številom doda element i (imaginarno enoto), za katerega velja {\displaystyle i^{2}=-1}, kvaternione pa, če se realnim številom doda elemente i, j in k, za katere veljajo naslednje zveze:
{\displaystyle i^{2}=j^{2}=k^{2}=ijk=-1\!\,.}
Splošna oblika kvaterniona je zapisana kot:
{\displaystyle q=a+bi+cj+dk\!\,.}
Pri tem so spremenljivke {\displaystyle a\;}, {\displaystyle b\;}, {\displaystyle c\;} in {\displaystyle d\;} realna števila.
Množica kvaternionov {\displaystyle \mathbb {H} \,} je enakovredna štirirazsežnemu vektorskemu prostoru nad realnimi števili {\displaystyle \mathbb {R} ^{4}\,}. Množica {\displaystyle \mathbb {H} \,} ima tri operacije: seštevanje ter skalarno in kvaternionsko množenje. Vsota dveh elementov množice {\displaystyle \mathbb {H} \,} je vsota njenih elementov iz {\displaystyle \mathbb {R} ^{4}\,}. Podobno je zmnožek elementa iz {\displaystyle \mathbb {H} \,} z realnim številom enak kot zmnožek v {\displaystyle \mathbb {R} ^{4}\,}. Da bi se definiral zmnožek dveh elementov v {\displaystyle \mathbb {H} \,}, je treba določiti bazo v {\displaystyle \mathbb {R} ^{4}\,}. Elemente ta baze se običajno označuje z {\displaystyle 1,i,j,k\,}. Vsak element iz {\displaystyle \mathbb {H} \,} se lahko napiše kot linearna kombinacija baznih elementov v obliki {\displaystyle a1+bi+cj+dk\,}, kjer so {\displaystyle a,b,c,d\,} realna števila. Bazni element 1 je nevtralni element množice {\displaystyle \mathbb {H} \,}.

## Hamiltonov produkt
Naj sta dva kvaterniona {\displaystyle a_{1}+b_{1}i+c_{1}j+d_{1}k\,} in {\displaystyle a_{2}+b_{2}i+c_{2}j+d_{2}k\,} potem je njun Hamiltonov produkt {\displaystyle (a_{1}+b_{1}i+c_{1}j+d_{1}k)(a_{2}+b_{2}i+c_{2}j+d_{2}k)\,} določen z zmnožkom baznih elementov in zakonom distributivnosti. To da naslednjo vrednost
{\displaystyle a_{1}a_{2}+a_{1}b_{2}i+a_{1}c_{2}j+a_{1}d_{2}k}
{\displaystyle {}+b_{1}a_{2}i+b_{1}b_{2}i^{2}+b_{1}c_{2}ij+b_{1}d_{2}ik}
{\displaystyle {}+c_{1}a_{2}j+c_{1}b_{2}ji+c_{1}c_{2}j^{2}+c_{1}d_{2}jk}
{\displaystyle {}+d_{1}a_{2}k+d_{1}b_{2}ki+d_{1}c_{2}kj+d_{1}d_{2}k^{2}\,}.

## Skalarni in vektorski del kvaterniona
Kvaternion oblike {\displaystyle a+0i+0j+0k\,} (a je realno število), se imenuje realni del kvaterniona. Kvaternion, ki ima obliko {\displaystyle 0+bi+cj+dk\,} (b, c in d so realna števila), se imenuje čisti imaginarni kvaternion. Če je {\displaystyle a+bi+cj+dk\,} kvaternion, se potem imenuje {\displaystyle a} skalarni del kvaterniona in {\displaystyle bi+cj+dk\,} se imenuje vektorski del. Čeprav je vsak kvaternion vektor v štirirazsežnem vektorskem prostoru, se lahko definira vektor kot čisti imaginarni kvaternion. S tem postane vektor isto kot element vektorskega prostora {\displaystyle \mathbb {R} ^{3}\,}.
Hamilton je imenoval imaginarne kvaternione kot prave kvaternione , realna števila pa so bila zanj skalarni kvaternioni. 

## Konjugirana ter obratna vrednost, norma in enotski kvaternion

### Konjugirana vrednost
Konjugirana vrednost kvaterniona se določi podobno kot se določi konjugirana vrednost kompleksnega števila. Kadar je kvaternion enak {\displaystyle q=a+bi+cj+dk\,} je njegova vrednost enaka {\displaystyle q=a-bi-cj-dk\,}. Označuje se jo kot {\displaystyle q^{*}\,} ali {\displaystyle {\overline {q}}\,}. Konjugacija je involucija, kar pomeni, da se pri dvakratni konjugaciji dobi prvotni element. Konjugacija produkta je produkt konjugiranih vrednosti v obratnem vrstnem redu. To je:
{\displaystyle (pq)^{*}=q^{*}p^{*}\,}.
Konjugirana vrednost kvaterniona se lahko prikaže kot kombinacija množenja in seštevanja:
{\displaystyle q^{*}=-{\frac {1}{2}}(q+iqi+jqj+kqk)}.

### Obratna vrednost
Obratno vrednost kvaterniona se lahko določi s pomočjo konjugirane vrednosti in norme:
{\displaystyle q^{-1}={\frac {q^{*}}{\lVert q\rVert ^{2}}}.}

### Norma kvaterniona
Norma kvaterniona je kvadratni koren iz zmnožka kvaterniona z njegovo konjugirano vrednostjo. Normo kvaterniona {\displaystyle q\,} kot se običajno označuje s {\displaystyle ||q||\,}. Hamilton je to vrednost imenoval tenzor kvaterniona q, kar pa ni v skladu z modernim načinom uporabe izraza tenzor. Norma kvaterniona je:
{\displaystyle \lVert q\rVert ={\sqrt {qq^{*}}}={\sqrt {q^{*}q}}={\sqrt {a^{2}+b^{2}+c^{2}+d^{2}}}\,}.
Velja tudi:
{\displaystyle \lVert \alpha q\rVert =|\alpha |\lVert q\rVert .}
Norma je multiplikativna, kar pomeni, da je:
{\displaystyle \lVert pq\rVert =\lVert p\rVert \lVert q\rVert }.
S pomočjo norme se lahko določi tudi razdaljo {\displaystyle d(p,q)\,} med kvaternionoma {\displaystyle p\,} in {\displaystyle q\,}, ki je norma njune razlike:
{\displaystyle d(p,q)=\lVert p-q\rVert \,}.
To pa pomeni, da je {\displaystyle \mathbb {H} \,} metrični prostor. 

### Enotski kvaternion
Enotski kvaternion je kvaternion z normo 1. Dobi se ga iz:
{\displaystyle \mathbf {U} q={\frac {q}{\lVert q\rVert }}\,}.
Z {\displaystyle \mathbf {U} q\,} se je označil enotski kvaternion, ki se imenuje tudi versor kvaterniona {\displaystyle q\,}.